# Sander Paulus
Sander Nicolai Paulus (Utrecht, 16 april 1976) is een Nederlands verslaggever bij RTL Nieuws, waar hij werkt als Koninklijk Huis-verslaggever en documentairemaker.

## Biografie
Paulus groeide op in Nieuwegein waar hij havo deed. Daarna ging hij studeren aan de Academie voor Journalistiek en Voorlichting in Tilburg. Ook studeerde hij nog Internationale Betrekkingen aan de Universiteit van Amsterdam.
Paulus presenteerde in 1998 een sportprogramma op Nieuwegein Radio. Na zijn studie ging hij in 1999 aan het werk bij RTL Nieuws als redacteur Buitenland. 
Na een korte periode als producent in New York werd Paulus in 2004 verslaggever bij de economieredactie en RTL Z. In 2007 stapte hij over naar Editie NL. Vanaf 1 oktober 2014 is hij algemeen verslaggever bij het RTL Nieuws. Per juli 2015 volgde hij Antoin Peeters op als verslaggever Koninklijk Huis.
In 2018 maakte Paulus een documentaire over de laatste dagen van Aurelia Brouwers, een 29-jarige vrouw die na lang en zwaar psychisch lijden euthanasie pleegde.